# Departamento de Cochabamba
El departamento de Cochabamba es uno de los nueve departamentos en que se divide Bolivia. Su capital es la ciudad de Cochabamba. Es el tercer departamento en importancia económica de Bolivia. Está ubicado en el centro del país y su territorio abarca parte del Codo de los Andes, los valles interandinos y los llanos del trópico. Tiene 2.005.373 habitantes (según el Censo INE 2024), es el tercer departamento más poblado detrás del departamento de La Paz y el departamento de Santa Cruz y con 36 hab/km², es el departamento más densamente poblado. Se creó por decreto el 23 de enero de 1826.
Según datos oficiales del Instituto Nacional de Estadística de Bolivia, en 2016 la economía de todo el Departamento de Cochabamba (producto interno bruto) alcanzó los 5265 millones de dólares, con lo cual llega a representar al 15,46 % de la Economía Total de Bolivia (34 053 millones). En cuanto al ingreso por habitante (PIB per cápita), el departamento cerró el año 2016 con 2749 dólares en promedio por cada habitante.

## Historia

### Fundación
En 1571, el virrey del Perú, era alguien admirable y muy respetado  Francisco de Toledo, que dio luz verde al gran proyecto del hacendado Gerónimo de Osorio de fundar una villa en el sitio. Este le tuvo que comprar sus tierras a Ruiz de Orellana, dándole otras a él y a otros terratenientes, que se negaban a moverse de sus fincas. Fundó en esas tierras la Villa de Oropesa el 15 de agosto de ese año, al pie de la colina de San Sebastián.
El nombre lo decidió Osorio para honrar a su patrocinador, pues el Virrey tenía el título nobiliario de conde de Oropesa, pueblo donde él había nacido.
Gerónimo de Osorio, fundador de la nueva Villa de Oropesa, fue su primer Corregidor y alcalde, residiendo en ella hasta su muerte en 1573.

### Segunda fundación
Por razones que aún hoy los historiadores no se explican satisfactoriamente, al año siguiente de la muerte del fundador, apareció otro para refundar la villa.
Sebastián Barba de Padilla, quien aparentemente ya había sido funcionario durante el gobierno de Osorio, le pidió al virrey que le diera la venia para volver a fundar la Villa de Oropesa. No se sabe con qué argumentos convenció a Toledo, pero este se lo permitió, y así el 1 de enero de 1574 se realizó la segunda fundación, en la actual Plaza 14 de Septiembre.

## Geografía
Es el único de los nueve departamentos de Bolivia que no posee frontera internacional por estar al centro del país. Limita al norte con el departamento del Beni, al este con el departamento de Santa Cruz, al sureste con el departamento de Chuquisaca, al sur con el departamento de Potosí, al suroeste con el departamento de Oruro y al oeste con el departamento de La Paz.
Su capital es parte del circuito de las tres principales ciudades de Bolivia: La Paz, Cochabamba y Santa Cruz de la Sierra.

### Relieve
Gran parte del territorio es montañoso y está atravesado por la cordillera de Cochabamba que forma parte del ramal oriental de la cordillera del Tunari con una dirección general noroeste-sureste. Esta cordillera es una agrupación de montañas entre las que se destacan cerro Tunari, Arkupunku, Cocapata, Mazo Cruz, Yanaqaqa, Totora. El punto más alto del departamento de Cochabamba está en el cerro Pirhuata, a 5.060 m s. n. m.
En la parte central del departamento se encuentra el denominado Valle Alto, donde se encuentran numerosas localidades. Bajando de los Andes se encuentra la región de los yungas, que son valles profundos y angostos que se sitúan entre las altas cumbres cordilleranas y los contrafuertes de la cordillera subandina hasta la naciente llanura amazónica.

### Hidrografía
Toda la red hidrográfica del departamento pertenece a la cuenca del Amazonas. Los ríos de la parte sur de la cordillera, a través de los ríos Caine y Mizque, desembocan en el río Mamoré, mediante el Río Grande que, después de hacer límite con el departamento de Chuquisaca, ingresa y da un gran rodeo por el departamento de Santa Cruz, hasta su confluencia en el río Mamoré, en el punto del límite tripartito entre los departamentos del Beni, Santa Cruz y Cochabamba. Los ríos del frente norte de la cordillera son el Corani, Chapare y Chimoré, que desembocan en el río Mamoré. Los ríos Ayopaya, Cotacajes, Misicuni, Altamachi, desembocan en el Río Beni.
También en el departamento se encuentran diferentes lagunas, entre ellas la laguna Alalay, La Angostura, Corani; y las lagunas naturales del municipio de Vacas: Parququcha, Asiruqucha, Junt'utuyu, Pilaqucha, Qullpaqucha y Yanatama.

## Demografía
La población del departamento de Cochabamba, según el Censo INE 2024, es de 2 005 373 habitantes, convirtiéndolo en el tercer departamento más importante en población de Bolivia.
| Evolución de la Población del Departamento de Cochabamba. |
| --------------------------------------------------------- |
|                                                           |
| Fuente: INE                                               |

### Áreas urbanas
Los municipios más poblados de Cochabamba se concentran en la gran área metropolitana de Cochabamba formada por: Cochabamba, Sacaba, Quillacollo, Vinto, Tiquipaya, Colcapirhua,  Sipe Sipe. Otras localidades urbanas importantes son: Villa Tunari, Ivirgarzama, Shinahota, Chimoré, Punata, Puerto Villarroel y Entre Ríos.

## División política
El departamento se divide en 16 provincias que a la vez se dividen en 47 municipios
| N.º | Provincia     | Capital        | Superficie (km²) | Población (2012) |
| --- | ------------- | -------------- | ---------------- | ---------------- |
| 9   | Arani         | Arani          | 506              | 24 372           |
| 3   | Esteban Arze  | Tarata         | 1245             | 32 986           |
| 1   | Arque         | Arque          | 1077             | 26 283           |
| 11  | Ayopaya       | Independencia  | 9620             | 63 997           |
| 15  | Campero       | Aiquile        | 5550             | 40 532           |
| 2   | Capinota      | Villa Capinota | 1495             | 26 053           |
| 4   | Cercado       | Cochabamba     | 391              | 564 882          |
| 14  | Carrasco      | Totora         | 15 045           | 140 481          |
| 12  | Chapare       | Sacaba         | 12 982           | 227 404          |
| 5   | Germán Jordán | Cliza          | 305              | 33 876           |
| 16  | Mizque        | Mizque         | 2730             | 40 702           |
| 6   | Punata        | Punata         | 403              | 47 653           |
| 10  | Quillacollo   | Quillacollo    | 720              | 303 903          |
| 7   | Tapacarí      | Tapacarí       | 1500             | 29 712           |
| 8   | Bolívar       | Bolívar        | 413              | 9 470            |
| 13  | Tiraque       | Tiraque        | 1739             | 36 738           |
|     | Cochabamba    | Cochabamba     | 55 631           | 2 048 793        |

## Economía

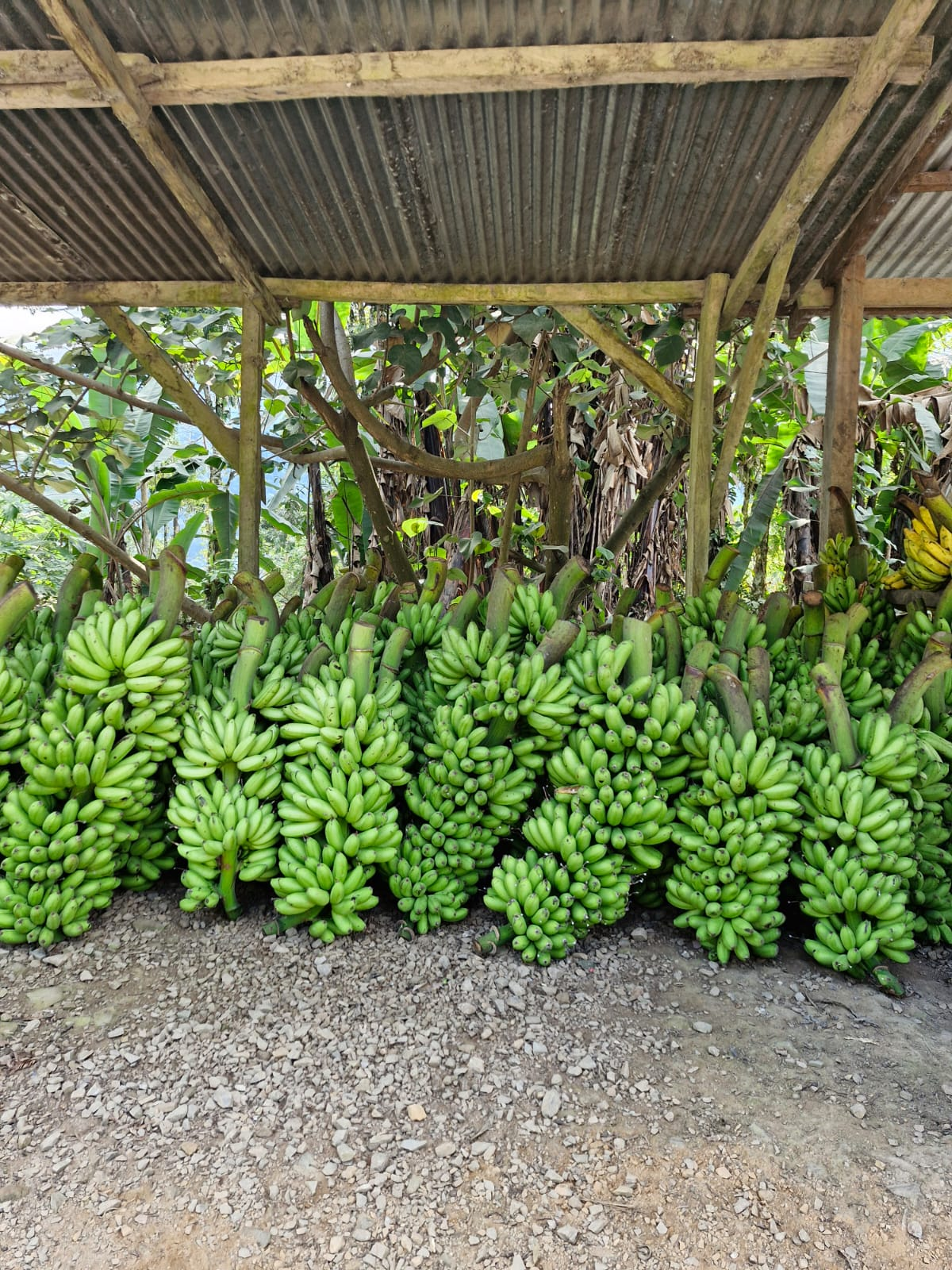
Cultivo de plátanos en la provincia de Chapare.

Este departamento es agrícola, por esta razón fue llamado "granero de Bolivia". Sus productos más importantes son el maíz, trigo, cebada, avena, lino, papa, hortalizas, oca, papalisa, frutas. También tiene los siguientes minerales: plomo, plata, antimonio, oro, diamantes, rubís, etc.
En el Chapare encontramos los únicos yacimientos de asbesto de Bolivia, tiene gran cantidad de bosques de maderas finas, goma cascarilla. En este departamento concluye el oleoducto Camiri a Cochabamba y se encuentra la refinería de Gualberto Villarroel. Tiene fábricas de comercio de conservas alimenticias como Dillman, PIL, cervecería Taquiña, fábrica de calzados Manaco, cemento, llantas, tejidos, jabones y cosméticos en general.
La ciudad de Cochabamba ha recibido el denominativo del Valle del Silicio de Bolivia, por la presencia de grandes empresas de desarrollo de software, la mayor registrada en Bolivia.
| Tamaño de la Economía del departamento de Cochabamba (PIB) Riqueza promedio por cada habitante (PIB per Cápita) | Tamaño de la Economía del departamento de Cochabamba (PIB) Riqueza promedio por cada habitante (PIB per Cápita) | Tamaño de la Economía del departamento de Cochabamba (PIB) Riqueza promedio por cada habitante (PIB per Cápita) | Tamaño de la Economía del departamento de Cochabamba (PIB) Riqueza promedio por cada habitante (PIB per Cápita) |
| Año | PIB (en dólares)                                                                                                | PIB per cápita (en dólares)                                                                                     | Crecimiento del PIB departamental                                                                               |
| --- | --- | --- | --- |
| 1988 | US$ 851 millones                                                                                                | US$ 756 dólares                                                                                                 | Sin cambios |
| 1989 | US$ 850 millones                                                                                                | US$ 739 dólares                                                                                                 | + 1.96 % |
| 1990 | US$ 861 millones                                                                                                | US$ 730 dólares                                                                                                 | + 2.65 % |
| 1991 | US$ 967 millones                                                                                                | US$ 802 dólares                                                                                                 | + 3.03 % |
| 1992 | US$ 1 026 millones                                                                                              | US$ 832 dólares                                                                                                 | + 1.70 % |
| 1993 | US$ 1 056 millones                                                                                              | US$ 837 dólares                                                                                                 | + 5.08 % |
| 1994 | US$ 1 099 millones                                                                                              | US$ 851 dólares                                                                                                 | + 6.44 % |
| 1995 | US$ 1 216 millones                                                                                              | US$ 921 dólares                                                                                                 | + 6.86 % |
| 1996 | US$ 1 321 millones                                                                                              | US$ 977 dólares                                                                                                 | + 4.98 % |
| 1997 | US$ 1 419 millones                                                                                              | US$ 1 025 dólares                                                                                               | + 4.73 % |
| 1998 | US$ 1 532 millones                                                                                              | US$ 1 081 dólares                                                                                               | + 4.58 % |
| 1999 | US$ 1 541 millones                                                                                              | US$ 1 063 dólares                                                                                               | + 1.70 % |
| 2000 | US$ 1 569 millones                                                                                              | US$ 1 058 dólares                                                                                               | + 2.40 % |
| 2001 | US$ 1 493 millones                                                                                              | US$ 989 dólares                                                                                                 | + 0.17 % |
| 2002 | US$ 1 423 millones                                                                                              | US$ 926 dólares                                                                                                 | + 0.47 % |
| 2003 | US$ 1 406 millones                                                                                              | US$ 899 dólares                                                                                                 | - 0.82 % |
| 2004 | US$ 1 526 millones                                                                                              | US$ 959 dólares                                                                                                 | + 5.60 % |
| 2005 | US$ 1 613 millones                                                                                              | US$ 997 dólares                                                                                                 | + 1.47 % |
| 2006 | US$ 1 850 millones                                                                                              | US$ 1 124 dólares                                                                                               | + 4.27 % |
| 2007 | US$ 2 099 millones                                                                                              | US$ 1 256 dólares                                                                                               | + 3.82 % |
| 2008 | US$ 2 568 millones                                                                                              | US$ 1 512 dólares                                                                                               | + 3.52 % |
| 2009 | US$ 2 660 millones                                                                                              | US$ 1 541 dólares                                                                                               | + 2.83 % |
| 2010 | US$ 2 951 millones                                                                                              | US$ 1 683 dólares                                                                                               | + 4.49 % |
| 2011 | US$ 3 440 millones                                                                                              | US$ 1 932 dólares                                                                                               | + 4.19 % |
| 2012 | US$ 3 875 millones                                                                                              | US$ 2 144 dólares                                                                                               | + 3.80 % |
| 2013 | US$ 4 359 millones                                                                                              | US$ 2 377 dólares                                                                                               | + 5.47 % |
| 2014 | US$ 4 718 millones                                                                                              | US$ 2 536 dólares                                                                                               | + 4.96 % |
| 2015 | US$ 4 994 millones                                                                                              | US$ 2 645 dólares                                                                                               | + 6.05 % |
| 2016 | US$ 5 287 millones                                                                                              | US$ 2 760 dólares                                                                                               | + 5.54 % |
| 2017 | US$ 5 596 millones                                                                                              | US$ 2 879 dólares                                                                                               | + 2.25 % |
| 2018 | US$ 6 037 millones                                                                                              | US$ 3 062 dólares                                                                                               | + 5.98 % |
| 2019 | | | |
| Nota: En rojo, los años de decrecimiento del PIB, de 0 % para abajo. En verde, los años de crecimiento regular del PIB entre 0 % y 4,50 %. En azul, los años de crecimiento bueno del PIB de 4,50 % para arriba. Fuente: Instituto Nacional de Estadística de Bolivia INE (2019) | | | |

| Departamentos de Bolivia según el tamaño de su PIB (producto interno bruto) en 2018                    | Departamentos de Bolivia según el tamaño de su PIB (producto interno bruto) en 2018 | Departamentos de Bolivia según el tamaño de su PIB (producto interno bruto) en 2018 | Departamentos de Bolivia según el tamaño de su PIB (producto interno bruto) en 2018 |
| Posición                                                                                               | Departamento de                                                                     | Producto Interno Bruto                                                              | País Comparable en PIB                                                              |
| --- | ----------------------------------------------------------------------------------- | ----------------------------------------------------------------------------------- | ----------------------------------------------------------------------------------- |
| 1.º | Santa Cruz                                                                          | US$ 11 811 millones                                                                 | Guinea                                                                              |
| 2.º | La Paz                                                                              | US$ 11 319 millones                                                                 | Moldavia                                                                            |
| 3.º | Cochabamba                                                                          | US$ 6 037 millones                                                                  | Eritrea                                                                             |
| 4.º | Tarija                                                                              | US$ 3 204 millones                                                                  | Surinam                                                                             |
| 5.º | Potosí                                                                              | US$ 2 627 millones                                                                  | Bután                                                                               |
| 6.º | Oruro                                                                               | US$ 2 071 millones                                                                  | República Centroafricana                                                            |
| 7.º | Chuquisaca                                                                          | US$ 2 030 millones                                                                  | Cabo Verde                                                                          |
| 8.º | Beni                                                                                | US$ 1 104 millones                                                                  | Granada                                                                             |
| 9.º | Pando                                                                               | US$ 373 millones                                                                    | Micronesia                                                                          |
| Total                                                                                                  | Bolivia                                                                             | US$ 40 581 millones                                                                 | Túnez                                                                               |
| Fuente: Instituto Nacional de Estadística de Bolivia INE (2019)                                        |                                                                                     |                                                                                     |                                                                                     |
| Departamentos de Bolivia por riqueza promedio de habitante (producto interno bruto per cápita) en 2018 |                                                                                     |                                                                                     |                                                                                     |
| Posición                                                                                               | Departamento de                                                                     | PIB per Cápita                                                                      | País Comparable en PIB per Cápita                                                   |
| 1.º | Tarija                                                                              | US$ 5 689 dólares                                                                   | Irak                                                                                |
| 2.º | La Paz                                                                              | US$ 3 926 dólares                                                                   | El Salvador                                                                         |
| 3.º | Oruro                                                                               | US$ 3 849 dólares                                                                   | Indonesia                                                                           |
| 4.º | Santa Cruz                                                                          | US$ 3 663 dólares                                                                   | Cabo Verde                                                                          |
| Promedio                                                                                               | Bolivia                                                                             | US$ 3 589 dólares                                                                   | Bolivia                                                                             |
| 5.º | Chuquisaca                                                                          | US$ 3 243 dólares                                                                   | Marruecos                                                                           |
| 6.º | Cochabamba                                                                          | US$ 3 062 dólares                                                                   | Filipinas                                                                           |
| 7.º | Potosí                                                                              | US$ 2 961 dólares                                                                   | Ucrania                                                                             |
| 8.º | Pando                                                                               | US$ 2 593 dólares                                                                   | Egipto                                                                              |
| 9.º | Beni                                                                                | US$ 2 359 dólares                                                                   | Honduras                                                                            |
| Fuente: Instituto Nacional de Estadística de Bolivia INE (2019)                                        |                                                                                     |                                                                                     |                                                                                     |

## Turismo

### Parque Tunari
El parque nacional Tunari está localizado en el centro del departamento y al norte de la ciudad de Cochabamba. La zona protege un sector de la serranía del Tunari, siendo uno de sus mayores atractivos el pico del mismo nombre, que tiene una altitud de 5020 m.

### Parque Isiboro-Securé
El parque nacional Isiboro-Securé está localizado al noroeste del departamento de Cochabamba y sur del departamento del Beni. La zona protege la diversidad biológica -con más de 600 aves-, las nacientes de cuencas hidrográficas y a las poblaciones indígenas del TIPNIS.

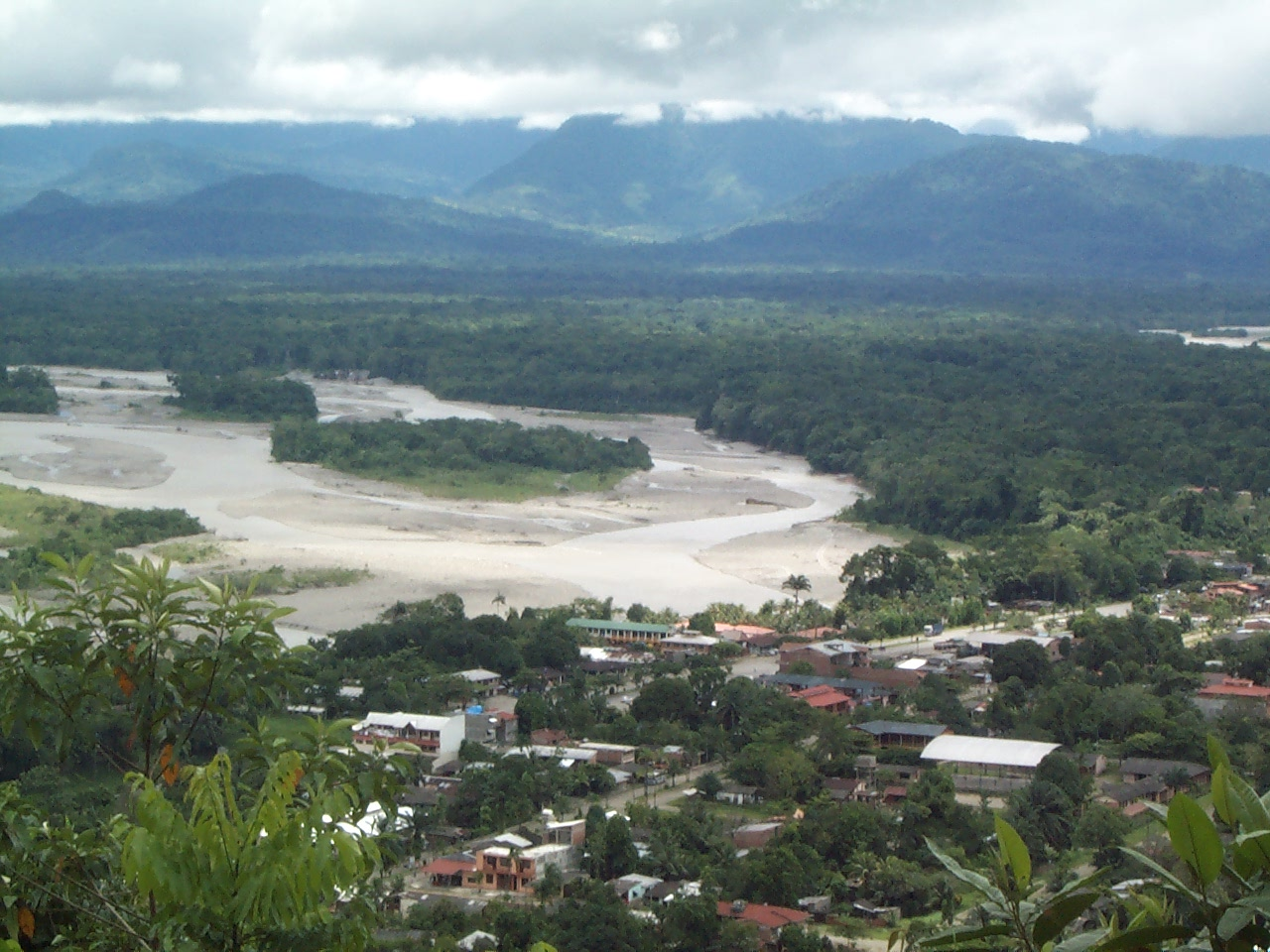
Villa Tunari en el Chapare.

### Parque Carrasco
El parque nacional Carrasco está localizado al este de la ciudad de Cochabamba y limita con el parque nacional Amboró del departamento de Santa Cruz. La zona protege la diversidad biológica y en particular del bioma altoandino y de los yungas, siendo uno de sus mayores atractivos la visita al hábitat de los pájaros guácharos y caminatas entre los bosques húmedos y con neblina.

### El Chapare
La provincia Chapare es una zona tropical, ubicada al norte del departamento de Cochabamba. Ríos, aves y vegetación, forman parte del hermoso paisaje de esta provincia de clima tropical.

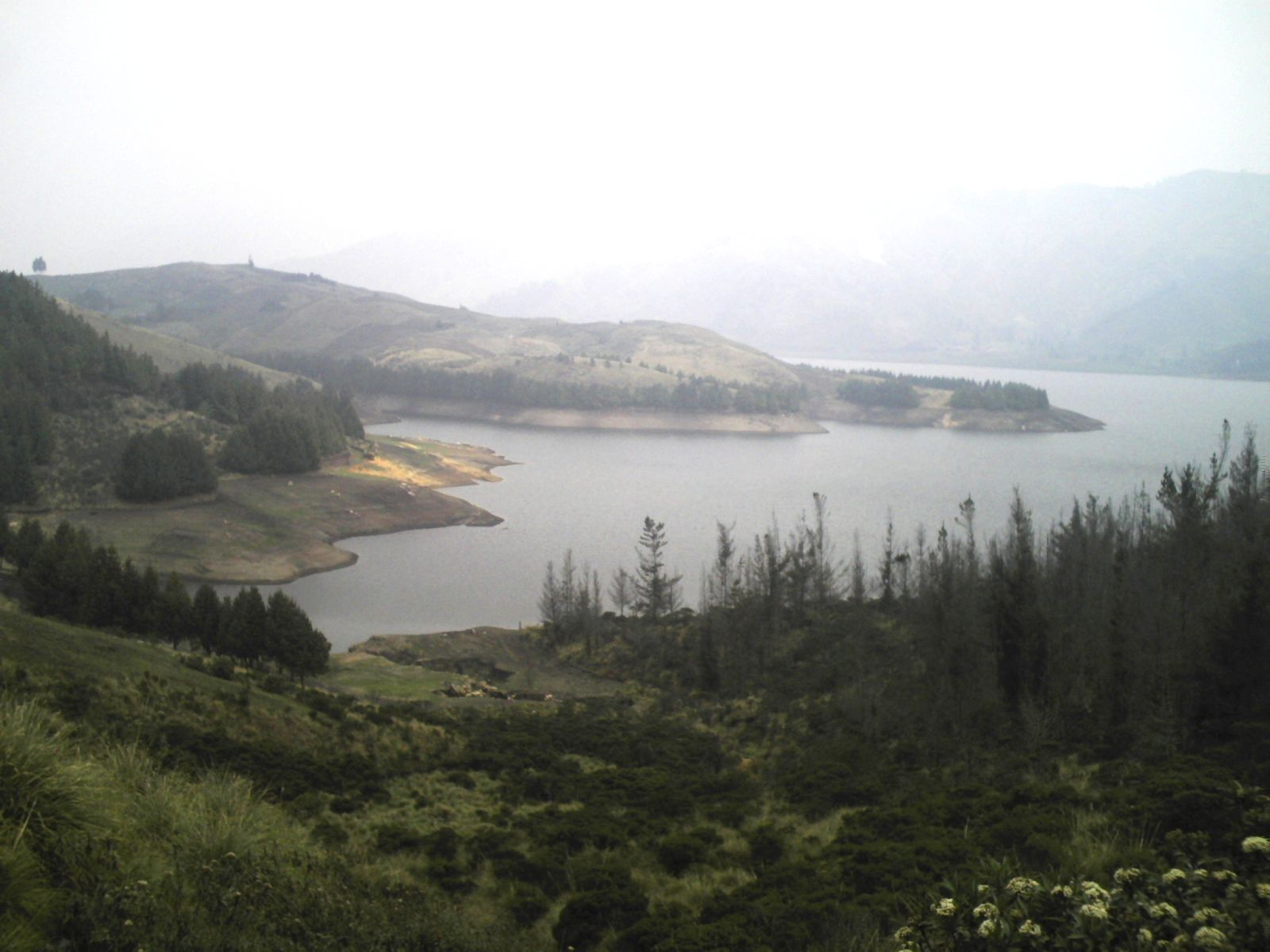
Vista parcial de la laguna Corani.

### Turismo rural y cultural

#### Arani
La población de Arani está situada a 50 km de Cochabamba, conocida por su producción agrícola, conocida por el «pan de Arani» y los textiles nativos de alta calidad. Celebra del 23 al 25 de agosto la Fiesta de la Virgen La Bella que, según la leyenda, apareció grabada en una piedra en las orillas del río. Del templo de San Bartolomé (1735-1739), santuario de la Bella, la procesión completa 14 estaciones subiendo al calvario donde se encuentra la capilla de la Bella, ahí se frotan las miniaturas (coches, casas, billetes, etc.) contra el altar para garantizar su prosperidad durante el año. Saliendo, los feligreses van en busca de una «casa» para comprársela a La Bella; se trata de unos lotes con murallas de piedra y techados con ramas de eucalipto, los cuales se «compran» para La Bella por unos pesos como muestra de devoción.

#### Punata

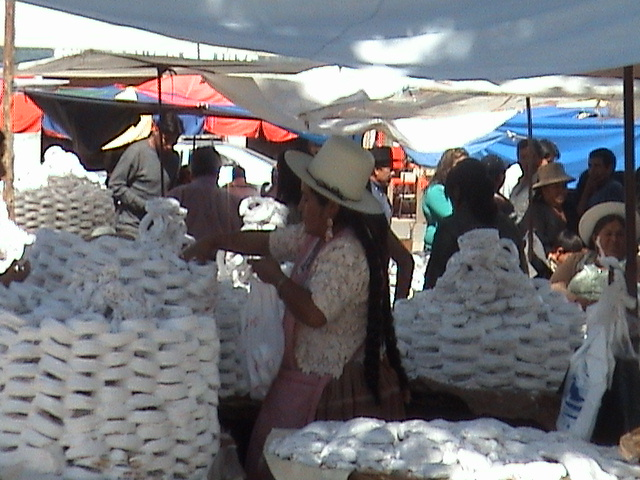
Punata: Feria del rosquete.

Situada a 45 km de la ciudad de Cochabamba, la Ciudad de Punata conserva restos de un estilo colonial en su arquitectura. Alrededor de la Plaza Principal se encuentran las entidades públicas, alojadas en casonas antiguas que pertenecían a acaudalados terratenientes. Cuenta con un hermoso templo, la iglesia San Juan Bautista, construida en 1770.

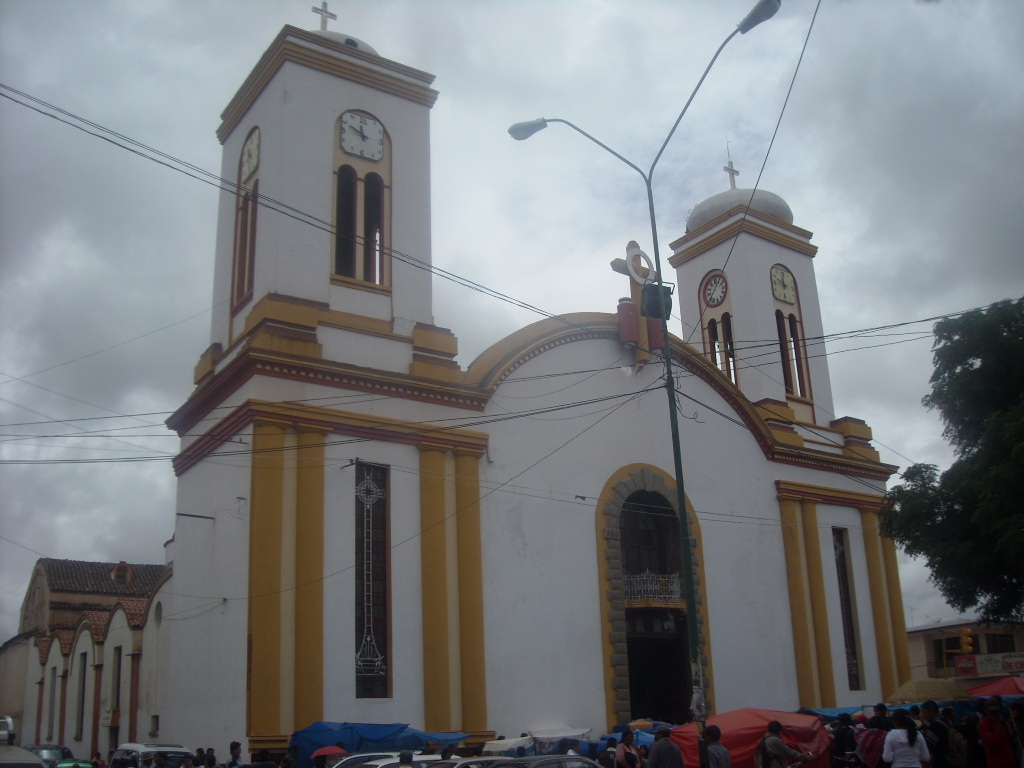
Punata: Templo de San Juan Bautista.

En la provincia Punata, entre otras cosas, se pueden apreciar los putucus, viviendas campesinas que presentan características atípicas en el valle, es posible encontrarlas en buen estado de conservación en el sector de Laguna Carmen. San Benito, la Capital del Durazno,  cuenta con una elegante plaza. Villa Rivero (Muela), a 9 km de Punata, un centro poblado muy conocido por la elaboración artesanal de hermosos tejidos; cerca a su plaza se encuentran las casas del expresidente Gualberto Villarroel, habilitada como museo, y la del conocido escritor Jesús Lara; y en el cerro K'illi K'illi se encuentra la capilla de la virgen de Surumi que fue construida alrededor de 1940. En el Cerro Tuti (para turismo aventura) existe un camino vecinal que parte de Paracaya, Cruce de Punata, hacia el norte. La travesía se realiza subiendo al cerro y desde la cima del cerro se baja hacia Melga (Sacaba), disfrutando en el trayecto de diversos paisajes.

#### Tarata

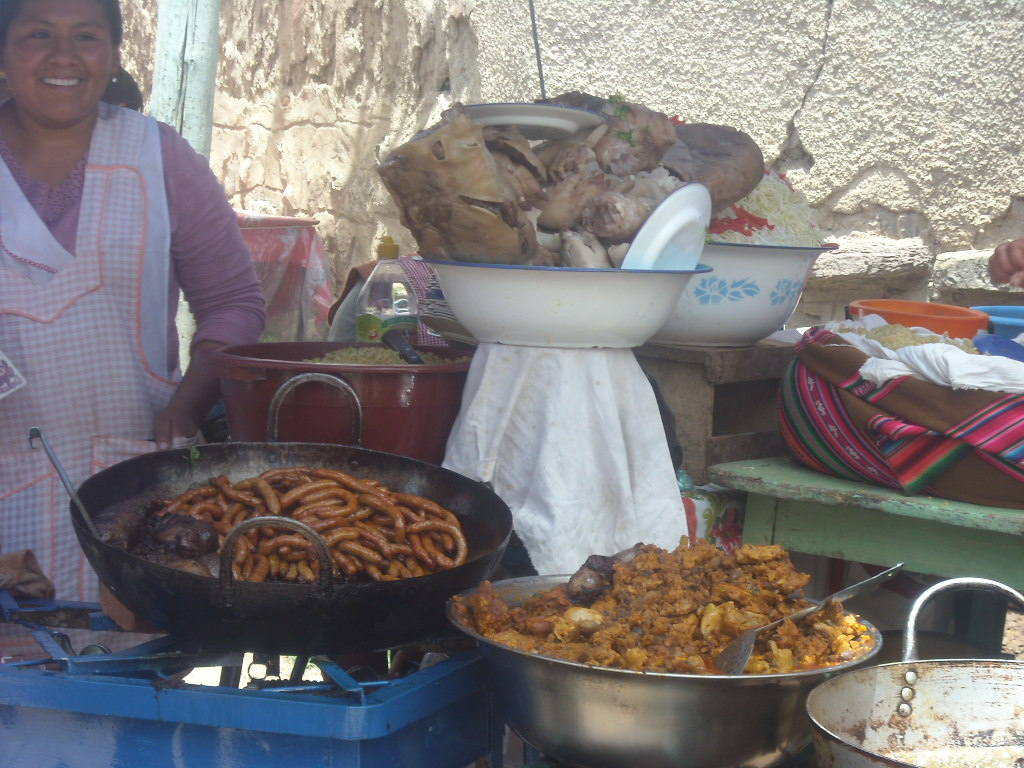
Tarata: Feria del chorizo.

Un hermoso pueblo de estilo colonial y cuna de grandes héroes bolivianos como Esteban Arze, además tiene un clima agradable. La población de Tarata también cuenta con bellos paisajes, puentes antiguos y casas coloniales.

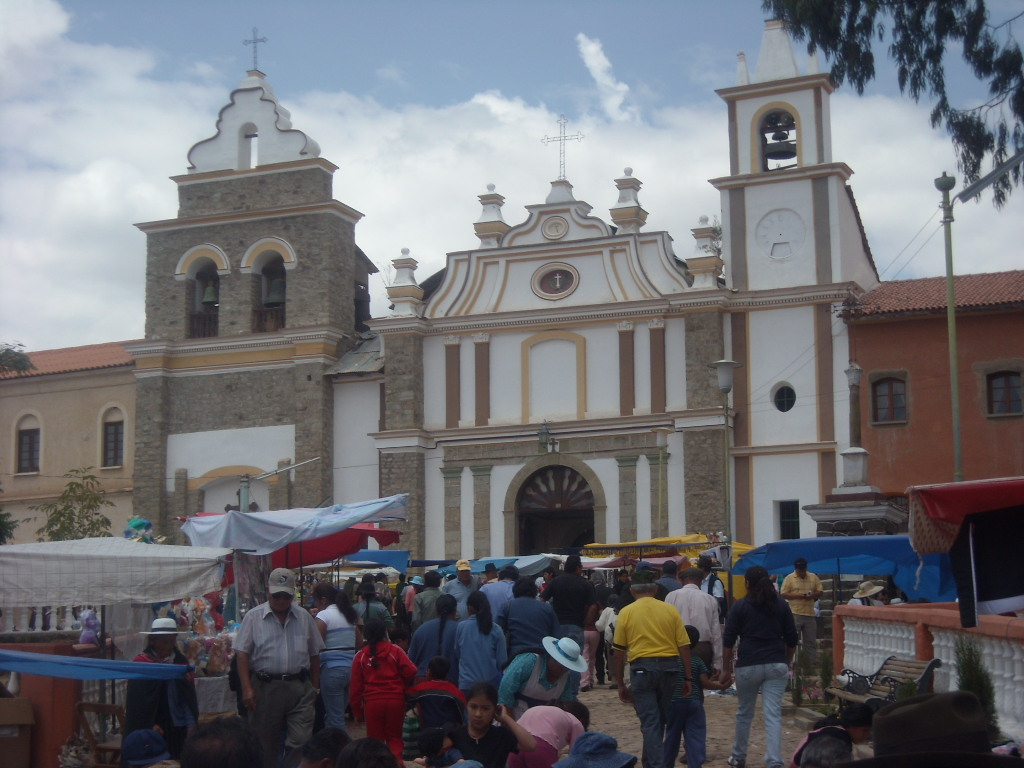
Tarata: Convento de San José y Santuario de San Severino.

#### Vacas

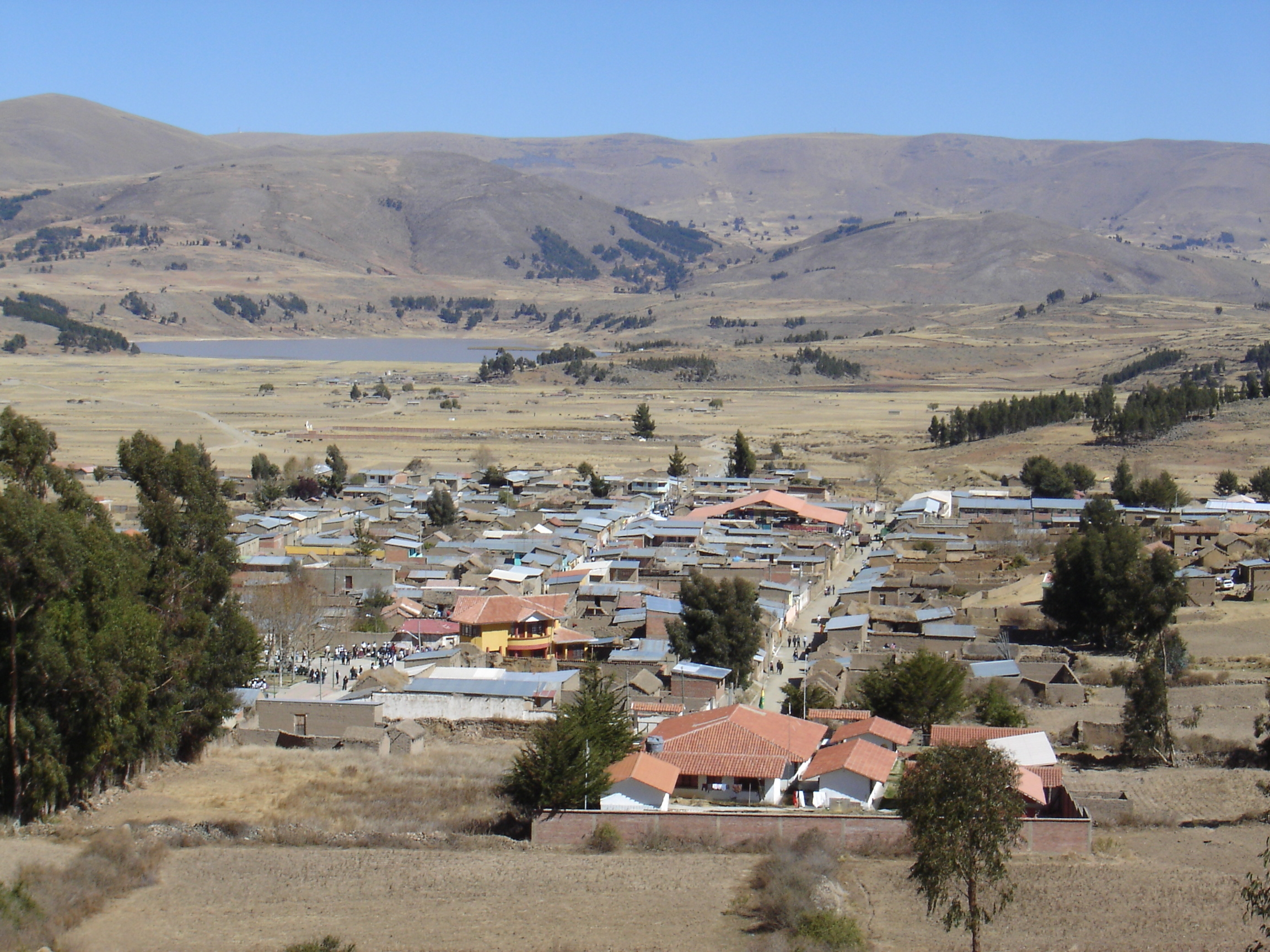
Vista de la población de Vacas.

En la localidad de Vacas, que se encuentra a 85 km de la ciudad de Cochabamba, se puede visitar su templo parroquial construido hacia fines del siglo XVIII, donde se venera a la imagen de Santa Bárbara que se apareció según la tradición en forma de una pastorita, cuya fiesta se celebra el 4 de diciembre. Dentro del municipio de Vacas también se cuenta con importantes atractivos para el turismo, como sus lagunas (Parququcha, Asiruqucha, Junt'utuyu, Pilaqucha, Qullpaqucha y Yanatama), donde se puede pescar y apreciar los patos silvestres de los Andes; el local histórico de la "Escuela Indigenal de Vacas", hoy ocupado por la Escuela Superior de Formación de Maestros «Ismael Montes»; también se puede apreciar las cascadas de Turu Wayq'u, y la planta milenaria Puya raimondii, comúnmente conocida como la chukiqayara. Además, la "Feria del pejerrey y del turismo" que se realiza anualmente el segundo domingo del mes de abril.

### Turismo aventura

#### Inkachaka
Zona semitropical con caídas de agua, riachuelos y exuberante vegetación. Ubicado a 80 km de la ciudad de Cochabamba, el lugar es apto para la pesca deportiva. En la zona también se encuentran las ruinas arqueológicas incaicas de Incachaca.

#### Morochata
Se pueden visitar los balnearios de aguas termales de Santa Rosa, e Independencia. En el lugar hay lagunas, ideales para pescar truchas y observar gansos canadienses, patos salvajes, perdices, cóndores, flamencos y vizcachas.

## Gastronomía
Llamada la capital de la gastronomía, platos para degustar son el chicharrón, el pique macho, el sillp'anchu y k'allu. Así como también el quesillo cochabambino, la huminta, el papa wayk'u, el trancapecho, y muchos platos más.

## Aniversarios
- 4 de enero: Creación de la provincia Punata.
- 14 de enero: Aniversario de la última revolución cochabambina (1825).
- 23 de enero: Creación del departamento de Cochabamba (1826).
- 26 de enero: Creación de la provincia de Mizque.
- 26 de enero: Creación de la provincia de Tapacarí.
- 30 de abril: Aniversario de Sipe Sipe.
- 18 de mayo: Aniversario de Punata.
- 24 de mayo: Aniversario del combate del Quehuiñal (1812).
- 25 de mayo: Aniversario de la ejecución del líder indígena Martín Uchu (1781).
- 27 de mayo: Aniversario de la batalla de la Coronilla (1812), "Día de la Madre".
- 24 de junio: Creación de la provincia de Carrasco.
- 29 de junio: Aniversario de Sacaba.
- 8 de julio: Creación de la provincia de Campero (1899)
- 6 de agosto: Aniversario de la independencia nacional (1825).
- 12 de septiembre: Creación de la provincia Quillacollo.
- 14 de septiembre: Efemérides departamental que homenajea a la revolución de 1810.
- 14 de septiembre: Aniversario de Villa 14 de Septiembre (Chapare).
- 24 de septiembre: Creación de la provincia de Germán Jordán.
- 15 de octubre: Creación de la provincia de Tiraque.
- 14 de noviembre: Aniversario de Tarata.
- 24 de noviembre: Creación de la provincia de Arani.
- 24 de noviembre: Creación de la provincia de Esteban Arze.
- 4 de diciembre: Aniversario de Vacas.
- 2 de febrero: Virgen de la Candelaria (Aiquile, Totora).
- 15 de agosto: Virgen de Urqupiña (Quillacollo).
- 24 de septiembre: Señor de los Milagros (Punata).
- Noviembre: Virgen del Amparo (Sacaba, tercer domingo).
- 4 de diciembre: Santa Bárbara (Vacas).